# Сейоум, Янет
Янет Сейом Гебремеддин (род. 9 июля 1994 года) — эфиопская пловчиха, участница Олимпийских игр 2012 года.
На Церемонии открытия летних Олимпийских игр 2012 была знаменосцем команды Эфиопии.

## Карьера
На Олимпиаде в 2012 году приняла участие в соревнованиях вольным стилем среди женщин на 50 метров. Заняв 65 место на предварительном этапе, не смогла пройти в следующие.